# Arthur Allman
Arthur Allman (Stoke-on-Trent, 24 dicembre 1890 – 22 dicembre 1956) è stato un calciatore inglese, di ruolo difensore.

## Carriera
Terzino, gioca per diverse squadre prima di approdare al Manchester United nel maggio del 1914, arrivato da Swansea in cambio di £ 150. Il 13 maggio 1915 esordisce giocando contro lo Sheffield Wednesday (2-0). A fine stagione conta 12 presenze senza reti nella First Division 1914-1915 sotto la guida di John Robson.
Nel dicembre del 1919 si trasferisce al Millwall.